# Sevrier
Sevrier, anteriormente Sévrier, es una población y comuna francesa, en la región de Ródano-Alpes, departamento de Alta Saboya, en el distrito de Annecy y cantón de Seynod.

## Demografía
| 1384 | 1790 | 2163 | 2465 | 2980 | 3421 |
| Para los censos de 1962 a 1999 la población legal corresponde a la población sin duplicidades (Fuente: INSEE [Consultar]) |      |      |      |      |      |